# Garmo (sockenhuvudort i Kina, Tibet Autonomous Region, lat 31,26, long 94,92)
Garmo (kinesiska: Gamu, 噶木, Jia’erjie, 甲尔杰, 嘎木乡) är en sockenhuvudort i Kina. Den ligger i den autonoma regionen Tibet, i den sydvästra delen av landet, omkring 400 kilometer nordost om regionhuvudstaden Lhasa. Antalet invånare är 2 155. Befolkningen består av 1 043 kvinnor och 1 112 män. Barn under 15 år utgör 37 %, vuxna 15-64 år 58 %, och äldre över 65 år 4,0 %.
Runt Garmo är det mycket glesbefolkat, med 4 invånare per kvadratkilometer. Det finns inga andra samhällen i närheten. Trakten runt Garmo består i huvudsak av gräsmarker.
Genomsnittlig årsnederbörd är 884 millimeter. Den regnigaste månaden är juni, med i genomsnitt 178 mm nederbörd, och den torraste är december, med 3 mm nederbörd.